# Эмбутская волость
Э́мбутская во́лость (латыш. Embūtes pagasts) — одна из территориальных единиц Южно-Курземского края Латвии, в историко-культурной области Курземе. Находится на востоке края. Граничит с Вайнёдской, Приекульской и Калвенской волостями своего края, с Ниграндской волостью Салдусского края и с Никрацской волостью Кулдигского края. Волостной центр — село Вибини.

## История
Впервые название Эмбуте упоминается в Рифмованной хронике в 1243 году в связи с вторжением в Курсу тевтонских крестоносцев и Миндаугаса. После раздела Курземе в 1253 году, Эмбуте вошло в состав Курляндского епископства. В 1265 году здесь был построен епископский замок, который был уничтожен во время Северной войны примерно в 1702 году. Эмбуте оставалось в составе Пилтенской области до присоединения к Российской империи в 1795 году.
В 1945 году в Эмбутской волости были созданы Эмбутский и Деселский сельские советы. В 1949 году волостное деление было отменено. В 1951 году к Эмбутскому сельсовету был присоединён Деселский сельсовет, в 1960 году часть Аситского сельсовета и в 1977 году часть Вайнёдского сельсовета.
В 1990 году Эмбутский сельсовет был реорганизован в волость. В 2009 году, в результате латвийской административно-территориальной реформы, Эмбутская волость вошла в состав Вайнёдского края. В ходе административно-территориальной реформы Латвии 2021 года, Вайнёдский край был упразднён, Эмбутская волость вошла в состав укрупнённого Южно-Курземского края.

## География
Эмбутская волость расположена на северной окраине Эмбутского всхолмления Западной Курземской возвышенности. Северная часть волости находится на Бандавском всхолмлении. В волости находится самая высокая вершина Курземе — моренный холм Криевукалнс (Криву калнс), высотой 189,5 м. Длина холма 1,5 км, ширина 1 км, относительная высота 20 м. Его поверхность плоская и особо не выделяется на местности.
Западную часть волости с севера на юг пересекает водораздел рек Венты и Барты. В Венту впадает река Шкервелис с притоком Дзелда. Другой приток Венты, Летижа, протекает по восточной части волости вместе со своим притоком Бакузе. На северо-западе волости находится озеро Сепенес, площадью 67 га, в которое втекает река Стрикупе, и из которого вытекает приток Барты Вартая. Другое крупное озеро — пруд Тирелю (24,1 га) южнее озера Сепенес. В северной и южной частях волости имеются большие лесные массивы.

## Население
В 1935 году в Эмбутской волости проживало 1337 человек, из них латышей — 86,2 %, немцев — 4,0 %, русских — 4,0 %.
В 2000 году в Эмбутской волости проживало 589 человек, из них 50,3 % мужчин, 49,7 % женщин. По национальному составу: латышей — 85,6 %, литовцев — 11,7 %, русских — 2,0 %. В Вибини проживало 395 человек.
По состоянию на 1 января 2022 года население волости составляло 318 человек.

## Экономика
Во время аграрной реформы 1920 года мызская земля Эмбутской волости была разделена на более чем 210 небольших хозяйств. В 1935 году в волости насчитывалось 218 крестьянских хозяйств. Работало 4 мельницы, молокозавод и маслозавод, имелась ферма по разведению чернобурых лисиц.
В 1948 году был образован колхоз «Большевик», который в 1957 году был преобразован в совхоз «Эмбуте». Работали два маслозавода, мельница, механические мастерские, магазин, столовая. Была создана ракетная база с шахтами межконтинентальных ядерных ракет и командным бункером.
По состоянию на 2000 год в волости было 162 крестьянских и 48 приусадебных хозяйств.

### Транспорт
Эмбутскую волость пересекают региональные автодороги P106 Эзере — Гробиня, P116 Кулдига — Скрунда — Эмбуте и местная автодорога V1209 Эмбуте — Вайнёде — Павари.

## Образование и культура
Первая школа в Эмбутской волости была основана около 1860 года. В 1880 году была построена школа в Эмбуте. После провозглашения независимости Латвии в волости работали 6-классная и 4-классная начальные школы. В 1945 году возобновились занятия в 8-летней Эмбутской школе.
Первая библиотека в волости была основана в 1918 году просветительским обществом «Накотне», также существовал народный дом. В годы советской власти в Вибини были также клуб и эстрада.
По состоянию на 2000 год в волости работала начальная школа, имелась библиотека. В школе действовали три вокальных ансамбля, два хора, кружки спортивного танца, визуального искусства, компьютерного обучения, английского языка. Работали спортивные секции. Эмбутская школа была закрыта в 2009 году, по состоянию на 2024 год из культурных и образовательных учреждений в волости осталась только библиотека.